# Taipei cinese ai Giochi olimpici
Taipei cinese o Cina Taipei, nome olimpico della Repubblica di Cina o Taiwan, ha partecipato per la prima volta ai Giochi olimpici nel 1956.

## Storia
Parte della Repubblica di Cina, sotto il cui nome ha partecipato ai Giochi fino al 1948, dopo la guerra civile cinese e il successivo ritiro a Taiwan, lo Stato ha partecipato ai Giochi olimpici con la denominazione di Repubblica di Cina nel 1956, 1972 (Giochi estivi e invernali) e 1976 (solo Giochi invernali), con la denominazione di Formosa nel 1960 e con la denominazione di Taiwan nel 1964 e 1968.
Dopo la Risoluzione di Nagoya, lo stato fu costretto a partecipare con l'attuale denominazione di Cina Taipei, mentre il nome Cina fu riservato alla Repubblica Popolare Cinese, che tornò così alle gare. Dopo un iniziale boicottaggio in segno di protesta, Cina Taipei fece il suo esordio con la nuova denominazione ai Giochi olimpici del 1984.
Il Comitato Olimpico di Taipei Cinese venne creato e riconosciuto dal CIO nel 1960. Gli atleti taiwanesi hanno vinto 38 medaglie (7 d'oro) ai Giochi olimpici estivi, mentre non ne hanno vinta alcuna ai Giochi olimpici invernali. La prima medaglia olimpica fu conquistata a Roma 1960 da Yang Chuan-kwang nel decathlon, mentre per le prime medaglie d'oro si dovette attendere fino a Atene 2004, quando giunsero due primi posti nel taekwondo.

## Medaglieri

### Medaglie alle Olimpiadi estive
| Giochi                 | Oro              | Argento          | Bronzo           | Totale           |
| ---------------------- | ---------------- | ---------------- | ---------------- | ---------------- |
| Melbourne 1956         | 0                | 0                | 0                | 0                |
| Roma 1960              | 0                | 1                | 0                | 1                |
| Tokyo 1964             | 0                | 0                | 0                | 0                |
| Città del Messico 1968 | 0                | 0                | 1                | 1                |
| Monaco di Baviera 1972 | 0                | 0                | 0                | 0                |
| Montréal 1976          | non partecipante | non partecipante | non partecipante | non partecipante |
| Mosca 1980             | non partecipante | non partecipante | non partecipante | non partecipante |
| Los Angeles 1984       | 0                | 0                | 1                | 1                |
| Seul 1988              | 0                | 0                | 0                | 0                |
| Barcellona 1992        | 0                | 1                | 0                | 1                |
| Atlanta 1996           | 0                | 1                | 0                | 1                |
| Sydney 2000            | 0                | 1                | 4                | 5                |
| Atene 2004             | 2                | 2                | 1                | 5                |
| Pechino 2008           | 1                | 0                | 4                | 4                |
| Londra 2012            | 1                | 1                | 1                | 2                |
| Rio de Janeiro 2016    | 1                | 0                | 2                | 3                |
| Tokyo 2020             | 2                | 4                | 6                | 12               |
| Parigi 2024            | 2                | 0                | 5                | 7                |
| Totale                 | 9                | 11               | 25               | 45               |

### Medaglie alle Olimpiadi invernali
| Giochi              | Oro              | Argento          | Bronzo           | Totale           |
| ------------------- | ---------------- | ---------------- | ---------------- | ---------------- |
| Sapporo 1972        | 0                | 0                | 0                | 0                |
| Innsbruck 1976      | 0                | 0                | 0                | 0                |
| Lake Placid 1980    | non partecipante | non partecipante | non partecipante | non partecipante |
| Sarajevo 1984       | 0                | 0                | 0                | 0                |
| Calgary 1988        | 0                | 0                | 0                | 0                |
| Albertville 1992    | 0                | 0                | 0                | 0                |
| Lillehammer 1994    | 0                | 0                | 0                | 0                |
| Nagano 1998         | 0                | 0                | 0                | 0                |
| Salt Lake City 2002 | 0                | 0                | 0                | 0                |
| Torino 2006         | 0                | 0                | 0                | 0                |
| Vancouver 2010      | 0                | 0                | 0                | 0                |
| Soči 2014           | 0                | 0                | 0                | 0                |
| Pyeongchang 2018    | 0                | 0                | 0                | 0                |
| Pechino 2022        | 0                | 0                | 0                | 0                |
| Totale              | 0                | 0                | 0                | 0                |

### Esplicative
1. ↑  Posticipati al 2021 a causa della pandemia di COVID-19.